# 安芸津町三津
安芸津町三津（あきつちょうみつ）とは、広島県東広島市の町名。全域で住居表示未実施である。

## 概要
旧安芸津町の中心部に位置しており、かつての三津町に相当する。瀬戸内海に面しており、沖合に浮かぶ藍之島も町域に含まれる。
東広島市では西条と並んだ酒どころであり、安芸津の酒として有名である。
神功皇后の三韓征伐の際、軍船が当地に立ち寄ったことから「御津」と呼ばれるようになったという伝説がある。これが「三津」の由来と考えられている。

## 沿革
- 1889年（明治22年）4月1日 - 町村制施行。賀茂郡三津村が単独で村制施行する[3][4]。
- 1893年（明治26年）4月12日 - 三津村が単独で町制施行して三津町となる[4]。
- 1943年（昭和18年）1月1日 - 豊田郡木谷村ならびに賀茂郡早田原村、三津町が合併し、賀茂郡安芸津町が発足する。三津は安芸津町の大字となる[3][5]。
- 1956年（昭和31年）4月1日 - 安芸津町の所属郡が賀茂郡から豊田郡に変更される[5]。
- 2005年（平成17年）2月7日 - 安芸津町他4町が東広島市に編入される。三津は安芸津町三津として東広島市の大字となる[6]。

## 交通

### 航路

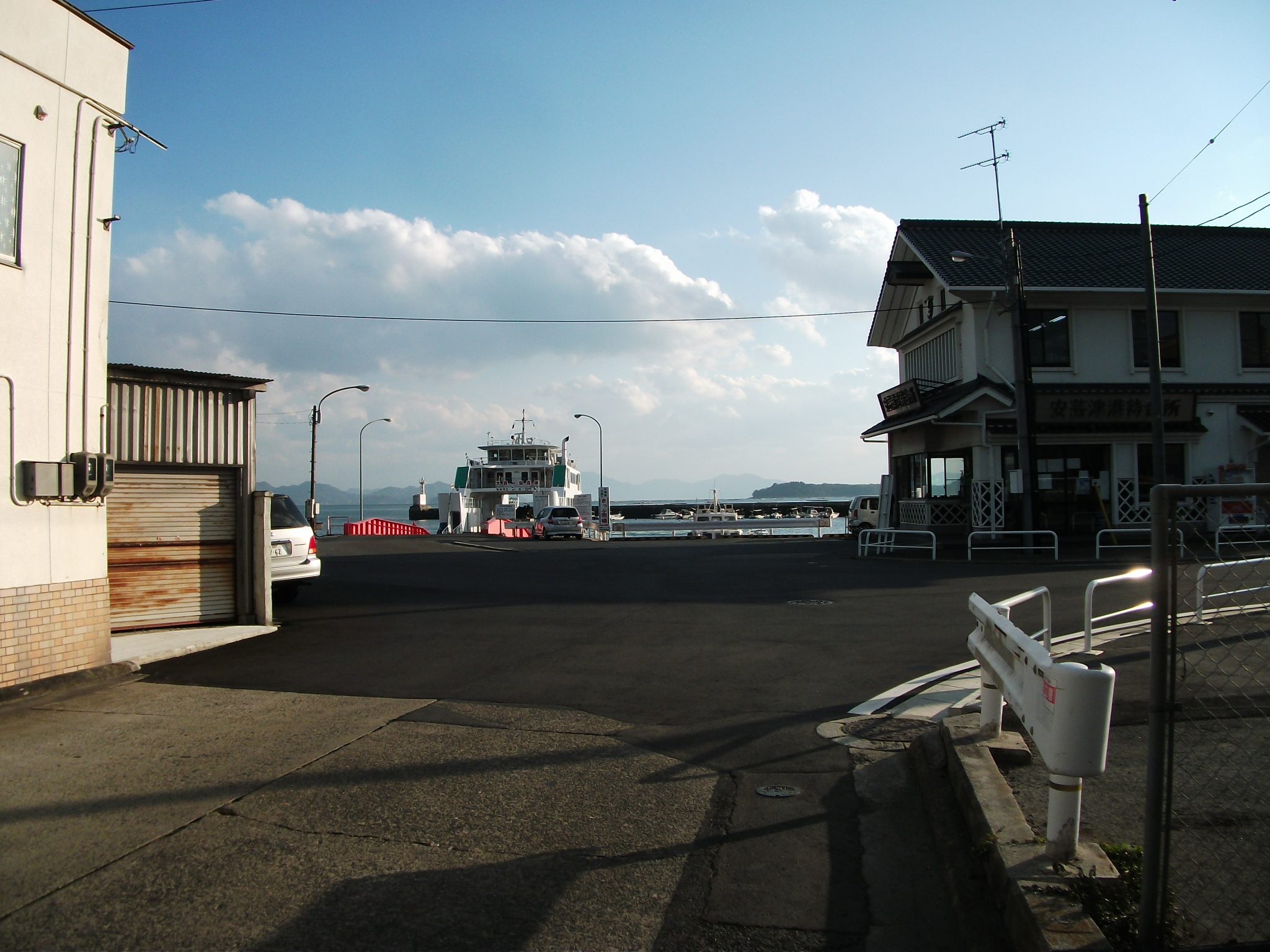
安芸津港

- 安芸津港（安芸津フェリー）

大崎上島町の大西港との間で運航されている。

### 鉄道

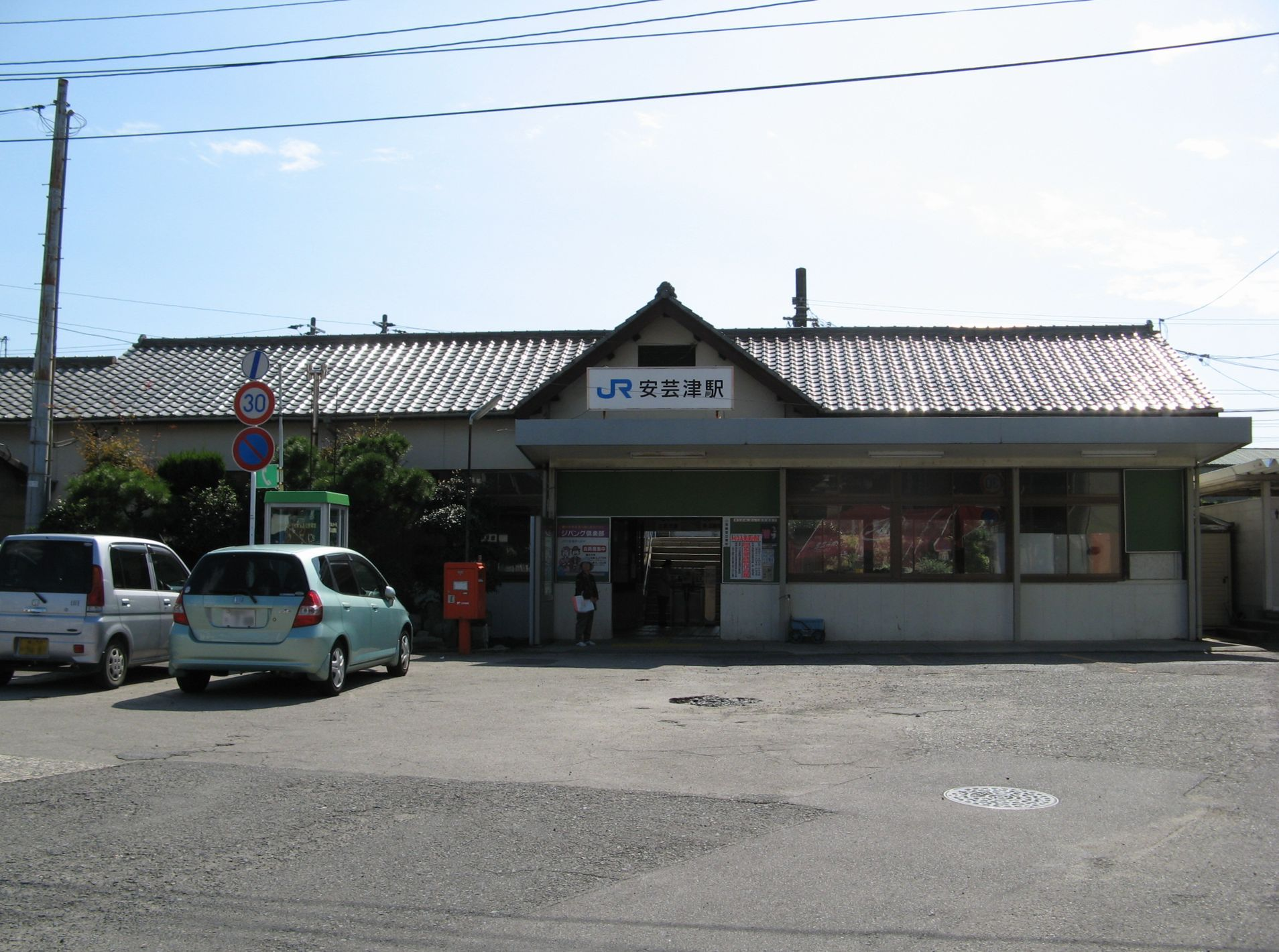
安芸津駅

- JR呉線 - 安芸津駅

### バス
芸陽バス及び東広島市のコミュニティバス「安芸津海風バス」（芸陽バスが運行受託）が運行されている。

#### 芸陽バス
- 近畿大学 - 西条駅 - 東広島駅 - 安芸津駅

#### 安芸津海風バス
- 木谷線：安芸津駅 - 木谷 - 安芸津駅
- 風早・大田線：安芸津駅 - 風早 - 大田 - 風早 - 安芸津駅
- 小松原・大芝線：安芸津駅 - 小松原 - 大芝島 - 小松原 - 安芸津駅

### 道路

#### 一般国道
- 国道185号

#### 主要地方道
- 広島県道32号安芸津下三永線

#### 一般地方道
- 広島県道207号安芸津停車場線

## 施設・名所など
- 正福寺山公園
- 榊山八幡神社
- 東広島市役所安芸津支所（旧安芸津町役場）
- 東広島市立三津小学校
- 東広島市立安芸津中学校
- 広島県立安芸津病院
- 東広島警察署安芸津交番
- 東広島市消防局安芸津分署
- 広島県立総合技術研究所農業技術センター 果樹研究部
- 新来島広島どっく
- ゆめマート安芸津

## 学区
公立小学校に通学する場合、住んでいる場所に応じて三津小学校か風早小学校のどちらかに進学することになる。いずれの小学校に入学した場合でも、進学先の中学校は安芸津中学校である。

## 世帯数・人口
2024年9月末での世帯数は1418世帯、人口は2774人である。

## 舞台とした作品
- 吟ずる者たち（2021年の映画）